# Galactic 01
Galactic 01 nommé auparavant Virgin Galactic Unity 23 est un vol suborbital du SpaceShipTwo VSS Unity effectué le 29 juin 2023. Il s'agit d'une mission de recherche pour l'armée de l'air italienne. L'équipage sera composé des pilotes Michael Masucci et Nicola Pecile ainsi que des membres d'équipage Colin Bennett, Walter Villadei, Angelo Landolfi et Pantaleone Carlucci.
Initialement prévu à la fin septembre ou début octobre 2021, le vol a été retardé en octobre 2021 et prévu pour mi 2023.
La partie italienne de la mission est appelée Virtute 1.

## Équipage
L'équipage a été annoncé en juillet 2021.
- Commandant : Michael Masucci (3),  États-Unis
- Pilote : Nicola Pecile (1),  Italie
- Astronaute 008 :  Walter Villadei (1),  Italie
- Astronaute 010 : Pantaleone Carlucci (1),  Italie
- Astronaute 009 : Angelo Landolfi (1),  Italie
- Astronaute 003 : Colin Bennett (2),  États-Unis

Le chiffre entre parenthèses indique le nombre de vols effectués par l'astronaute, Galactic 01 inclus.